# Fabian Schär
Fabian Lukas Schär (født 20. december 1991) er en schweizisk professionel fodboldspiller, som spiller for Premier League-klubben Newcastle United og Schweiz' landshold.

## Klubkarriere

### Wil
Schär begyndte sin karriere med sin lokale klub FC Wil 1900, hvor han gjorde sin debut i november 2009.

### Basel
Schär skiftede i juli 2012 til FC Basel. Han trådte med det samme ind i førsteholdet, hvor han over de næste sæsoner spillede en vigtig rolle. Han var med til at vinde det schweiziske mesterskab i alle 3 sæsoner han spillede for klubben.

### 1899 Hoffenheim
Schär skiftede i juni 2015 til 1899 Hoffenheim. Schär var oprindeligt en førsteholdsspiller hos Hoffenheim, men efter ankomsten af Julian Nagelsmann som træner, havde han meget begrænset spilletid.

### Deportivo La Coruña
Schär skiftede i juli 2017 til spanske Deportivo La Coruña. Hans ene sæson hos Deportivo ville dog være en skuffelse, for selvom Schär spillede en fin sæson, så rykkede klubben ud af La Liga.

### Newcastle United
Efter Deportivos nedrykning, skiftede Schär i juli 2018 til Newcastle United.

## Landsholdskarriere

### Ungdomslandshold
Schär har repræsenteret Schweiz på flere ungdomsniveauer.

### Olympiske landshold
Schär var del af Schweiz' trup til sommer-OL 2012.

### Seniorlandshold
Schär debuterede for Schweiz' landshold den 14. august 2013. Han har været del af Schweiz' trupper til flere internationale turneringer.